# Aissaouia
Aissaouia (în arabă العيساوية) este o comună din provincia Médéa, Algeria.
Populația comunei este de 3.763 de locuitori (2008).